# William N. Roach

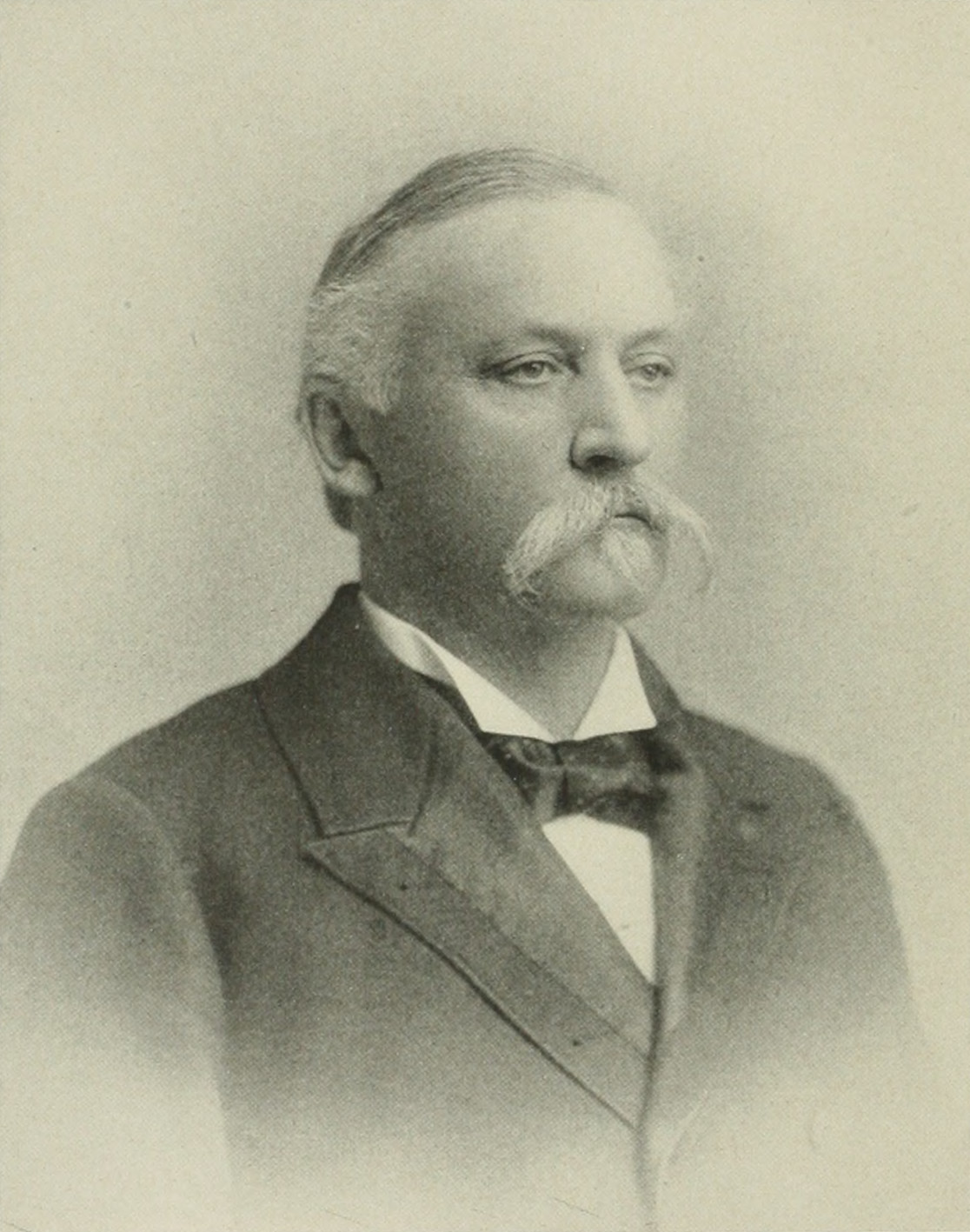
William Nathaniel Roach

William Nathaniel Roach, född 25 september 1840 i Washington, D.C., död 7 september 1902 i New York, var en amerikansk demokratisk politiker. Han representerade delstaten North Dakota i USA:s senat 1893-1899.
Roach studerade vid Georgetown University. Han flyttade 1879 till Dakotaterritoriet. Han förlorade North Dakotas första guvernörsval mot John Miller.
Roach efterträdde 1893 Lyman R. Casey som senator för North Dakota. Han kandiderade sex år senare till omval men besegrades av republikanen Porter J. McCumber. Roach avled 1902 och gravsattes på Congressional Cemetery i Washington, D.C.